# Licq
Pour les articles homonymes, voir Licq.
Licq est un programme client de messagerie instantanée qui permet de gérer plusieurs protocoles simultanément. C'est un logiciel libre et gratuit sous licence GNU GPL, disponible sous GNU/Linux ainsi que sur la majorité des Unix. Son interface graphique par défaut utilise Qt, mais d'autres interfaces sont disponibles grâce à des plugins.

## Protocoles gérés par Licq
Bien qu'étant initialement un client icq, Licq supporte désormais d'autres
protocoles, parmi lesquels on compte :
- AOL Instant Messenger
- ICQ
- MSN Messenger

## Plugins
À la première utilisation les plugins doivent être chargés grâce à la commande suivante:
licq -p pluginname.
- console Plugin
- Qt GUI
- IcQnD Gtk-2 GUI
- Jons GTK+ Gui
- GTK+Licq
- Nicq
- Forwarder
- Auto-Responder
- Update Hosts
- Mailchecker
- Remote Management Service
- On Screen Display

## Versions (dans l'ordre décroissant)
- 28 octobre 2007 : 1.3.5
- 18 octobre 2006 : 1.3.4
- 21 octobre 2005 : 1.3.2
- 30 septembre 2005 : 1.3.0
- 25 juin 2003 : 1.2.7
- 24 mars 2003 : 1.2.6
- 29 janvier 2003 : 1.2.4
- 7 janvier 2003 : 1.2.3
- 28 juillet 2002 : 1.2.0a
- 26 juillet 2002 : 1.2.0
- 1er décembre 2001 : 1.0.4
- 6 mars 2001 : 1.0.3
- 18 décembre 2000 : 1.0.2
- 16 décembre 2000 : 1.0.1
- 10 octobre 2000 : 1.0
- 11 juillet 2000 : 0.85
- 7 juin 2000 : 0.84b
- 2 juin 2000 : 0.84a
- 28 mars 2000 : 0.81
- 22 mars 2000 : 0.80